# Asociación Meteorológica del Sureste
L'Asociación Meteorológica del Sureste (AMETSE) és una associació meteorològica sense ànim de lucre nascuda a partir de la iniciativa de diversos aficionats a la meteorologia de la zona sud-est de l'estat espanyol. Va ser creada a finals de març del 2008 i inscrita en el registre d'associacions, el 9 d'octubre de 2008, amb l'objectiu principal de dotar d'una estructura i organització formal a tots els amants de la meteorologia dins de l'àrea geogràfica formada per les províncies del sud-est de la península Ibèrica: Granada, Almeria, Jaén, Albacete, Múrcia i Alacant. Totes aquestes províncies comparteixen unes característiques bioclimàtiques similars.